# Torna el pare de la núvia
Torna el pare de la núvia (títol original en anglès: Father of the Bride Part II) és una pel·lícula estatunidenca dirigida per Charles Shyer, estrenada l'any 1995. Es tracta de la continuació d'El pare de la núvia (1991). Aquesta pel·lícula ha estat doblada al català.

## Argument
Georges Banks és un pare de família afectuós i de vegades massa cortès. Poc després del dia tant temut on la seva filla, Annie ha d'abandonar casa seva per casar-se, Georges percep que en alguns anys el seu jove fill, Matty els abandonarà igualment per marxar a la universitat. Aquesta situació el reconforta, veient-se ja pescant a la mosca o escalant la cima de la Himalaia. Però vet aquí, res no se li estalviarà, ara que començava a apreciar el seu nou mode de vida i el seu gendre l'informa que la seva filla és a punt de tenir un bebè. Es desil·lusiona de seguida i maleeix el seu gendre, Bryan, que el transforma doncs en futur avi. Georges, que rebutja esdevenir un "avi amb sonotone", intenta provar que és encara jove. Amb precipitació, proposa a la seva dona Nina posar la seva casa en venda per viure l'aventura. Un cop la casa venuda, Nina i Georges s'adonen que esperen igualment un bebè. El nostre amic ha embarcat en una boja aventura. Salva casa seva de la demolició i s'hi reinstal·la amb la seva dona i la seva filla, mentre el seu gendre és en viatge de negocia. Georges és preocupa per les dues dones de la seva vida, que viuen els seus embarassos juntes fins al dia del part d'Annie.

## Repartiment
- Steve Martin: George Banks
- Diane Keaton: Nina Banks
- Martin Short: Franck Eggelhoffer
- Kimberly Williams-Paisley: Annie Elizabeth Banks-MacKenzie
- George Newbern: Bryan MacKenzie
- Kieran Culkin: Matty Banks
- B.D. Wong: Howard Weinstein
- Peter Michael Goetz: John MacKenzie
- Kate McGregor-Stewart: Joanna MacKenzie
- Jane Adams: Dr. Megan Eisenberg
- Eugene Levy: Mr. Habib
- Vince Lozano: Gang Kid

## Rebuda
- Premis 1995: Nominada al Globus d'Or al millor actor musical o còmic (Martin)[cal citació]
- Crítica: "Fluixeta"[3]